# 西維利丘奇格 (亞利桑那州)
西維利丘奇格（英語：Sivili Chuchg）是位於美國亞利桑那州皮馬縣的一個非建制地區。該地的面積和人口皆未知。

## 地理
西維利丘奇格的座標為31°44′30″N 112°09′38″W / 31.74167°N 112.16056°W，而該地的平均海拔高度為614米（即2014英尺）。